# Double Vision (альбом)
Double Vision — второй студийный альбом хард-рок-группы Foreigner, выпущенный в 1978 году. Как и предыдущий альбом, Double Vision тоже стал «платиновым».

## Название
Как полагают, название для одной из песни предложил кто-то из участников группы, наблюдавший в 1978 году финал Кубка Стэнли (НХЛ) между «Нью-Йорк Рейнджерс» и «Монреаль Канадиенс». В матче после мощного броска шайба попала в маску вратарю Рейнджеров Джону Давидсону.
Пока Давидсон приходил в себя, дикторы, обсуждая этот момент сказали, что у Давидсона двоилось в глазах (в англ. double vision) после этого броска.
Песня также использовалась в эпизоде Aqua Teen Hunger Force, когда пришелец приобрел пояс, который выполнял команды, пока звучала песня Foreigner. Композиция «Jukebox Hero» также звучала в этом же эпизоде.

## Об альбоме
Альбом был записан на Atlantic Records в период с декабря 1977 по март 1978 года.
Это был единственный альбом Foreigner, сопродюсированный Китом Олсеном, также это была и последняя запись с бас-гитаристом Эдом Гальярди, которого позже заменил Рик Уиллс.

## Список композиций
1. «Hot Blooded» (Грэмм, Джонс) — 4:29
2. «Blue Morning, Blue Day» (Грэмм, Джонс) — 3:12
3. «You’re All I Am» (Джонс) — 3:24
4. «Back Where You Belong» (Джонс) — 3:15
5. «Love Has Taken Its Toll» (Грэмм, Макдональд) — 3:31
6. «Double Vision» (Грэмм, Джонс) — 3:44
7. «Tramontane» (Гринвуд, Джонс, Макдональд) — 3:55
8. «I Have Waited So Long» (Джонс) — 4:06
9. «Lonely Children» (Джонс) — 3:37
10. «Spellbinder» (Грэмм) — 4:49
11. «Hot Blooded» [live/*] (Грэм, Джонс) — 6:57
12. "Love Maker [live/*] (Кларк, Рейд, Райт) — 6:48

* бонус-треки в переиздании 2002 года

## Участники записи
Foreigner:
- Лу Грэмм — вокал, перкуссии
- Мик Джонс — гитара, фортепиано, клавишные, бэк-вокал
- Иан Макдональд — гитара, клавишные, бэк-вокал, дудки
- Эл Гринвуд — клавишные, синтезатор
- Эд Гальярди — бас-гитара, бэк-вокал
- Деннис Эллиотт — ударные, бэк-вокал

приглашённые музыканты:
- Иэн Ллойд[англ.] — бэк-вокал

## Позиции в хит-парадах
Годовые чарты:
| Год  | Хит-парад                          | Позиция |
| ---- | ---------------------------------- | ------- |
| 1979 | Канада (RPM Year-End)              | 100     |
| 1979 | США (Billboard Top 100 Pop Albums) | 25      |